# Главица (Сремска Каменица)
Главица је један од засеока Сремске Каменице, у Србији. Јужни део Сремске Каменице, удаљен је око 4 километра од Дунава.
Налази се ван градског подручја Новог Сада, на ободу Националног парка Фрушка гора, где је популарно излетиште. Главица је право брдо, са надморском висином од 208 м, које се налази између Параговачке котлине на западу и Артиљева на истоку.
Главица има асфалтни пут од Чардака, али није повезана са другим насељима јавним превозом. Постоји аутобуска линија број 72 из Парагова, 15 минута хода до долине и аутобуска линија број 69 са Чардака, који је такође у близини.